# Audi R8 (гоночный прототип)
Audi R8 (LMP) — гоночный автомобиль, который использовался с 2000 по 2006 год, считается одним из самых успешных спортивных прототипов всех времен, с пятью победами в марафоне 24 часа Ле-Мана и множестве других гонок на выносливость.

## История
В 1997 году несколько заводов активно участвовали в гонках на выносливость, а в 1998 году Audi Motorsport решила участвовать в гонках с 1999 года. Код проекта был присвоен R8 и был разработан турбодвигатель с 8 цилиндрами - V8. Audi был заказан открытый родстер для R8R, похожий на BMW V12 LMR, созданный Williams. Ввиду успешных закрытых гоночных автомобилей, таких как Porsche 911 GT1, Mercedes-Benz CLK GTR и Toyota GT-One[уточнить].

## Премьера Audi R8R и R8C
В 1999 году Audi впервые приняла участие в гонках, в Себринге и в 24 часовой Ле-Мана. Купе Audi R8C, построенное в более короткие сроки и гораздо менее проверенное англичанами, оказалось ненадежным, в отличие от Audi R8R. Родстер использовался опытной командой Joest. Из-за нехватки скорости Audi не была кандидатом на победу и заняла третье и четвертое место.
Mercedes, BMW и Toyota отказались от гонок на спортивных автомобилях в пользу Формулы 1. Porsche решил не использовать новый гоночный автомобиль с двигателем V10 и разработал двигатель для Porsche Carrera GT.

## Достижения в 2000 году
Новый R8 сразу же выиграл 12-часовую гонку в Себринге и 24-часовую гонку в Ле-Мане. Остальная часть сезона была также успешной с победами в Пети в американской серии Ле-Мана. Немецкие команды из BMW и Audi были фаворитами в гонках на дистанции 1000 км в Нюрбургринге, которые были восстановлены после десятилетнего перерыва.

## Доминирование в гонках
В период с 2000 по 2005 год Audi R8 пять раз выигрывал в знаменитых 24 часовых гонках  Ле-Мана. Три победы подряд были достигнуты вплоть до 2002 года, что позволило Audi сохранить трофей и с тех пор он хранился в музее команды в Ингольштадте. 25 апреля 2001 года Микеле Альборето погиб на тест-драйве из-за прокола колеса R8 рядом с EuroSpeedway Lausitz. Впоследствии Audi оснастила R8 датчиками давления воздуха в шинах, чтобы была возможность обнаружить проблемы с шинами.
Победы в Ле-Мане и в американской серии Ле-Мана были удвоены или утроены водителями Audi.
С реструктуризацией двух  классов прототипов LMP900 и LMP675 были введены новые технические регламенты. Всем более автомобилям было разрешено продолжать участие до 2006 года с модификациями, известными как гибрид. Audi не стала разрабатывать новый гоночный автомобиль для этого переходного периода.
В конце 2005 года Audi R8 была официально перестала использоваться и была объявлена одноименная спортивная машина. Гоночный прототип использовался в ALMS даже после премьеры R10 в Себринге до середины 2006 года. 1 июля 2006 года Audi R8 участвовал в последней гонке в парке Лайм-Рок в Лейквилле.